# Lee Joon-ik
Dans ce nom coréen, le nom de famille, Lee, précède le nom personnel.
Lee Joon-ik (coréen: 이준익) est un réalisateur et producteur sud-coréen, né le 25 septembre 1959 à
Séoul.
En tant que réalisateur, il s'est démarqué avec les films Le Roi et le Clown, Radio Star et Wish.

## Biographie

### Carrière cinématographique
Lee Joon-ik a étudié la peinture à l'université de Sejong, avant que les difficultés financières le conduit à quitter l'université et a décroché un emploi comme illustrateur de magazine. En 1985, il devient le directeur marketing du cinéma de Séoul et fait la conception d'affiches et autres documents de marketing pour les films nationaux et étrangers. Il a rapidement gagné une réputation pour son talent artistique. Il crée en 1993 sa propre société de production et de distribution, CineWorld et réalise son premier film, une comédie familiale, Kid Cop.
Son prochain film, la comédie historique Once Upon a Time in a Battlefield établi sa réputation pour ses effets visuels somptueux et élégants ainsi que l'expression d'une sensibilité particulièrement coréenne qui a fait appel à la fois aux auditoires nationaux et étrangers. Le film fut le huitième film le plus fréquenté de l'année 2003 avec 2 835 000 billets vendus à l'échelle nationale après le film d'épouvante Deux sœurs de Kim Jee-woon.
En 2005, il réalise Le Roi et le Clown qui est le plus gros succès au box-office sud-coréen et a recueilli un certain nombre de prix, dont le Lotus du Jury au Festival du film asiatique de Deauville en 2007. Le film a été adapté de la pièce de théâtre coréenne Yi, écrit par Kim Tae-woong, centrée autour de Gong-gil, l'acteur androgyne. Lee Joon-ik a longuement hésité à définir son film comme thème gay et a tenu à briser certains tabous. En plus de l'homosexualité, d'autres sujets précédemment tabous, comme les violations des droits de l'homme pendant le régime militaire de la Corée du Sud et la Corée du Nord ont été abordées dans le film.
Il a évoqué en 2011 que la scène de baiser entre les deux acteurs Jeong Jin-yeong et Lee Joon-gi n'était pas dans le script et que ce n'était seulement d'un front à front mais ils se sont embrassés. Il a voulu essayer la scène de baiser pendant un certain temps.

## Filmographie

### Réalisateur
- 1993 : Kid Cop
- 2003 : Once Upon a Time in a Battlefield
- 2005 : Le Roi et le Clown
- 2006 : Radio Star
- 2007 : The Happy Life
- 2008 : Sunny
- 2010 : Blades of Blood
- 2011 : Battlefield Heroes
- 2013 : Wish
- 2015 : Sado
- 2015 : Dongju : Portrait d'un poète
- 2017 : Park Yeol
- 2018 : Sunset in My Hometown
- 2021 : The Book of Fish

### Producteur
- 1999 : The Spy de Jang Jin
- 2000 : Anarchists de Yoo Young-sik
- 2000 : Ghost Taxi de Heo Seung-jun
- 2001 : Hi! Dharma! de Park Chul-kwan
- 2003 : Once Upon a Time in a Battlefield de Lee Joon-ik
- 2005 : Le Roi et le Clown de Lee Joon-ik
- 2006 : Radio Star de Lee Joon-ik

### Producteur exécutif
- 2004 : Hi! Dharma! 2: Showdown in Seoul de Yook Sang-hyo
- 2006 : Love Phobia de Kang Ji-eun
- 2007 : Shadows in the Palace de Kim Mee-jung

### Acteur
- 2006 : Radio Star de Lee Joon-ik : Cuisinier du restaurant chinois
- 2010 : The Unjust de Ryoo Seung-wan : Président Jeong
- 2012 : Ari Ari the Korean Cinema (documentaire) de Heo Chul : Lui-même
- 2013 : Behind the Camera d'E J-Yong : Lui-même
- 2014 : Tazza: The Hidden Card de Kang Hyeong-cheol : O-ring man (caméo)

## Distinctions

### Récompenses
- 2006 : 43e Grand Bell Awards : Meilleur réalisateur, Le Roi et le Clown
- 2007 : 8e Festival du film asiatique de Deauville : Lotus du Jury (Prix du Jury), Le Roi et le Clown

### Nominations
- 2006 : 42e Baeksang Arts Awards : Meilleur réalisateur, Le Roi et le Clown
- 2006 : 27e Blue Dragon Film Awards : Meilleur réalisateur, Le Roi et le Clown
- 2006 : 5e Korean Film Awards : Meilleur réalisateur, Le Roi et le Clown
- 2013 : 34e Blue Dragon Film Awards : Meilleur réalisateur, Wish
- 2013 : 19e Chunsa Film Art Awards : Meilleur réalisateur, Wish
- 2013 : 51e Grand Bell Awards : Meilleur réalisateur, Wish